# Gartenstraße 5 (Oschersleben)

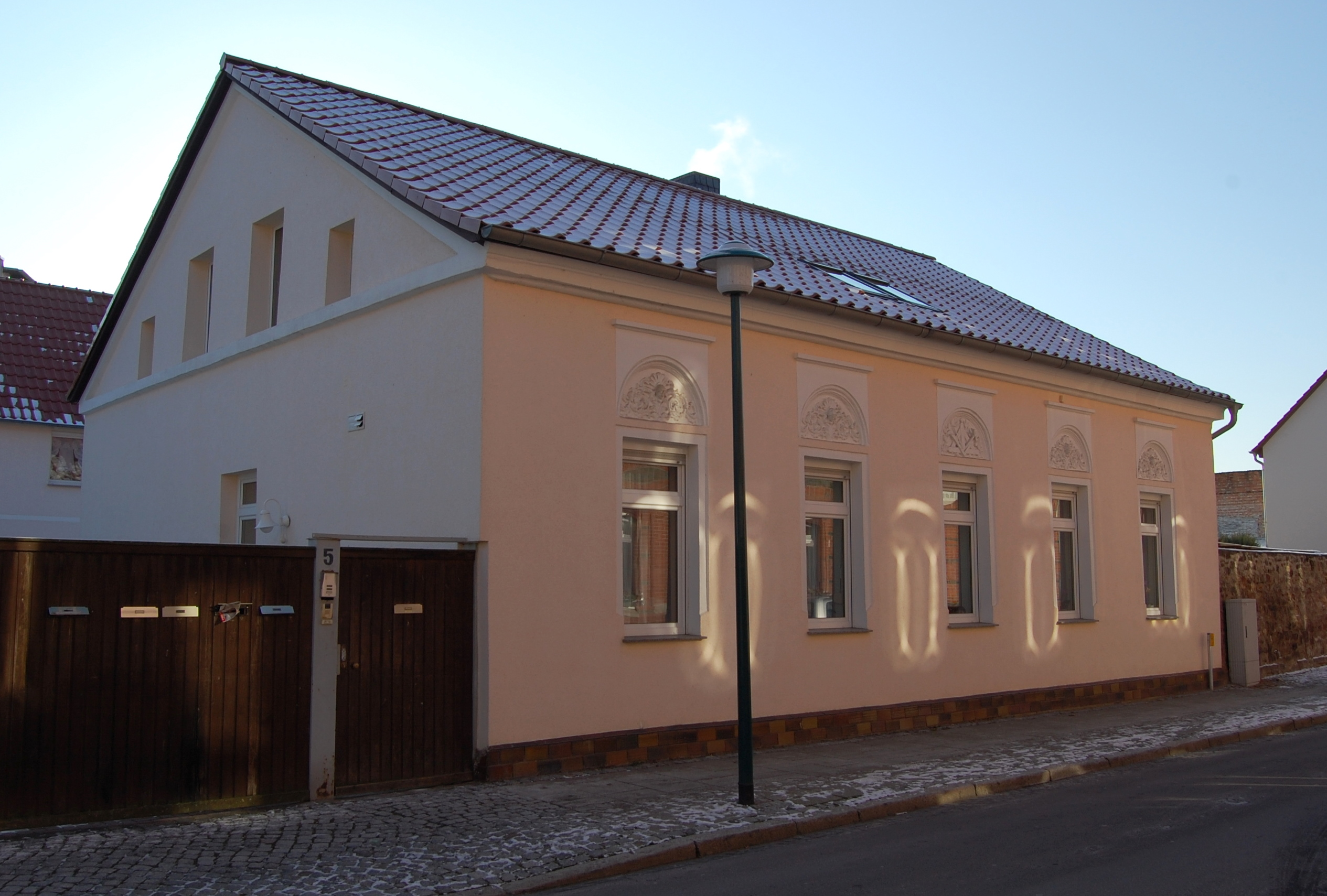
Gartenstraße 5, 2012

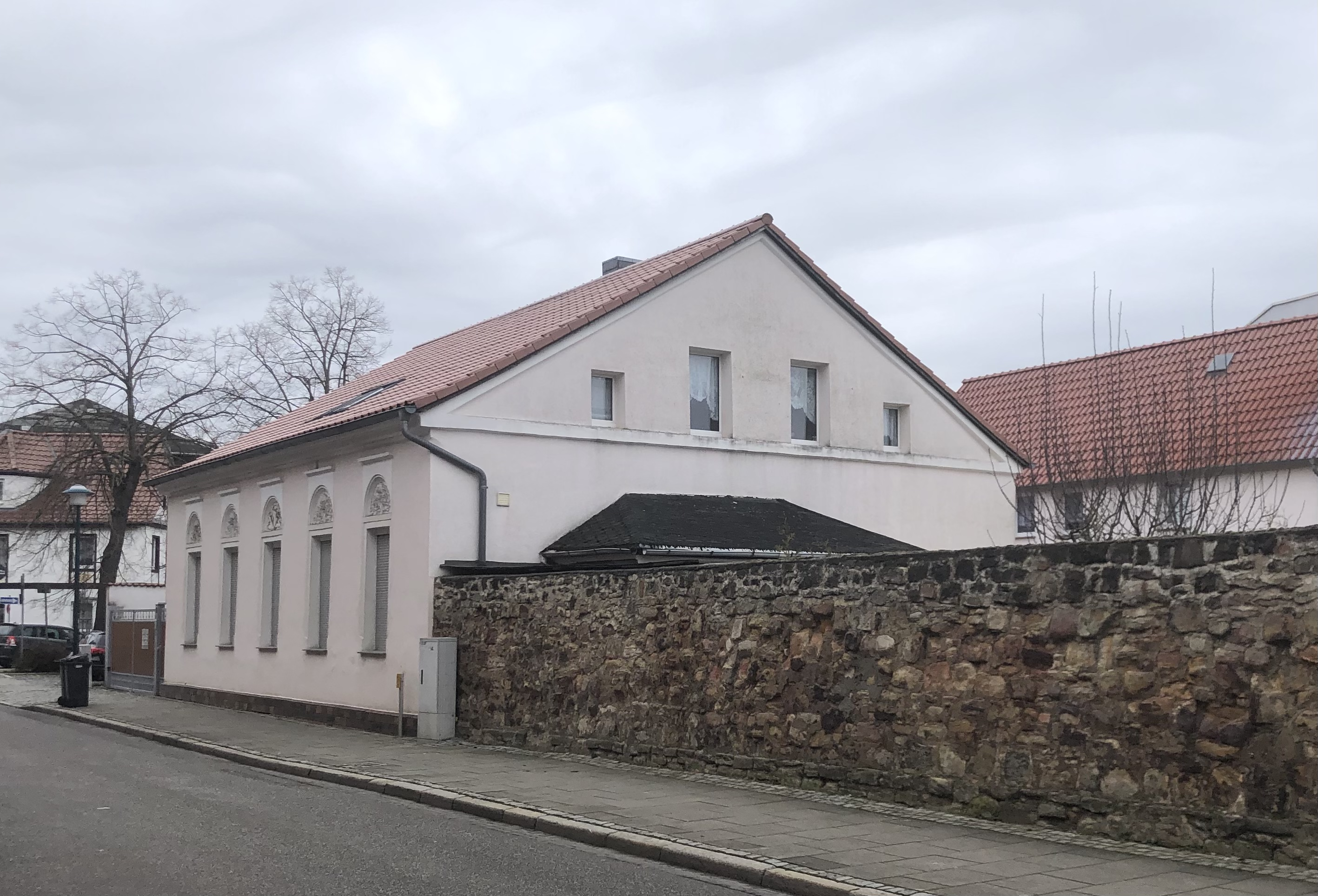
2021

Das Haus Gartenstraße 5 ist ein Gebäude in der Stadt Oschersleben (Bode) in Sachsen-Anhalt. Es war zeitweise als Einzeldenkmal denkmalgeschützt  und ist Bestandteil des Denkmalbereichs Gartenstraße.

## Lage
Das Haus befindet sich nordwestlich der Oschersleber Innenstadt an der Einmündung der Rosa-Luxemburg-Straße in die Gartenstraße.

## Architektur und Geschichte
Das straßenseitige Wohngebäude des im Denkmalverzeichnis der Stadt ursprünglich als Gewerbehof bezeichneten Grundstücks entstand im Jahr 1856. Die schlichte klassizistische Fassade präsentiert sich streng gegliedert mit fünf Achsen. Als Fenster sind Kreuzstockfenster vorhanden. Über den Fenstern spannen sich Rundbögen, in denen Stuck mit floralen Verzierung eingearbeitet ist.
Auf dem Hof des Anwesens besteht ein mit einer Galerie versehenes Wirtschaftsgebäude.
Im September 2020 wurde das Haus als Einzeldenkmal aus dem Denkmalverzeichnis ausgetragen, da die die Denkmaleigenschaft begründenden Merkmale durch Veränderungen am Gebäude verlorengegangen waren. Es gehört jedoch weiterhin zum Denkmalbereich Gartenstraße.